# ТЕС Каенгкой II
14°36′20″ пн. ш. 101°1′32″ сх. д. / 14.60556° пн. ш. 101.02556° сх. д.
ТЕС Каенгкой II – теплова електростанція у тайській провінції Сарабурі.
В 2007 та 2008 роках на майданчику станції стали до ладу два однотипні парогазові блоки комбінованого циклу потужністю по 734 МВт, у кожному з яких дві газові турбіни живлять через відповідну кількість котлів-утилізаторів одну парову турбіну. 
Як паливо станція споживає природний газ, що подали до регіону по трубопроводу Вангной – Каенгкой.
Проект реалізували через Gulf Power Generation (GPG) – дочірню структуру Gulf Electric Public Company Limited (GEC), власниками якої були Electricity Generating Public Company Limited (EGCO, створена у середині 1990-х шляхом приватизації частини активів державної електроенергетичної компанії Electric Generating Authority of Thailand) та японські Electric Power Development (також відома як J-POWER) і Mitsui, що мали частки у 50%, 49% та 1% відповідно.
Станція отримала 25-річний контракт на викуп її потужності згаданою вище Electric Generating Authority of Thailand (EGAT).